# مارثا ريفيس
مارثا ريفيس (بالإنجليزية: Martha Reeves)‏ هي كاتِبة أمريكية، ولدت في 1941.